# Caonabo
Caonabo, jedan od pet kasika na Hispanioli u trenutku Kolumbova otkrića 1492. godine. Bio je poznat po svojoj ratobornosti i borbenim vještinama. Nastojao je uništiti strane došljake. Tako je 1493. spalio prvu europsku koloniju u Novom svijetu La Navidad i pobio njeno stanovništvo.
Dne 13. siječnja 1493. Caonabo i njegovi ljudi napali su strijelama Kolumba i posadu u utvrdi Sveti Toma (fortaleza de Santo Tomás). U ožujku 1495. ponovno je pokušao napasti rečenu utvrdu, ali ga je porazio Alfons de Ojeda. Zarobljen je i predan Kolumbu. Odlučilo ga se odvesti u Španjolsku i predstaviti katoličkim vladarima. Bartolomé de las Casas implicira da je 1496. otplovio iz luke La Isabela i poginuo u uraganu. Ferdinand Kolumbo tvrdi da je njegova smrt plod njegove neukrotive naravi i tuge što se našao u zatočeništvu.
Ratni pohod u kojem je zarobljen Caonabo prvi je ratni sukob Europljana i domorodaca u Novom svijetu i početak domorodačke tragedije. U jednom naraštaju ubojstva, ropstvo i bolest zbrisat će cjelokupno domorodačko stanovništvo Zapadnih Indija.